# Гасфорт Всеволод Густавович
Всеволод Густавович Гасфорт (1822—1892) — військовий діяч: генерал-майор, командир Казанського піхотного полку 16-ї піхотної дивізії в період Першої оборони Севастополя 1854—1855 років.

## Життєпис
Всеволод Густавович Гасфорт — син Густава Христіяновича Гасфорда (спочатку прізвище писалося через букву «д»), народився 1822 року. У період Першої оборони Севастополя 1854—1855 років був командиром Казанського піхотного полку 16-ї піхотної дивізії.

«Лівий фланг захищала так звана Госфортова висота, бо Гасфорт зі своїм полком захищав її…».Оригінальний текст (рос.)
Левый фланг защищался так называемой Госфортовою высотою, потому что Гасфорт со своим полком защищал её…
— мемуари одного з учасників цих подій, опубліковані 1915 року в журналі «Исторический вестник».
Полковник (28 січня 1854), генерал-майор (30 серпня 1862).
Всеволод Густавович помер 1892 року.

## Нагороди
- Орден Святої Анни 3 ст. з бантом (1843)[1]
- Орден Святої Анни 2 ст. (1847)
- Імператорська корона до Ордена Святої Анни 3 ст. (1853)
- Золота напівшабля «За хоробрість» [уточнити](1855)
- Орден Святого Володимира 3 ст. з мечами (1855)
- Орден Святого Станіслава 1 ст. (1864)
- Італійський Орден Святих Маврикія та Лазаря 2 ст. (1863)

## Пам'ять
- гора Гасфорта — |  | перша згадка цієї гори під назвою Гасфорта, яка домінує сьогодні над автотрасою Севастополь—Ялта, над селом Хмельницьким, над Чорною річкою, відноситься лише до часів закінчення Кримської війни. Раніше вона іменувалася за висотою над рівнем моря або за топонімам, що не збереглися донині. Справді, топонім гора Гасфорта з'явився тільки після закінчення війни. Військові історики та воєначальники в мемуарах так стали називати безіменну гору над річкою Чорна (притока Альми) за ім'ям полковника Всеволода Гасфорта. Оригінальний текст (рос.) первое упоминание этой горы под именем Гасфорта, доминирующей сегодня над автотрассой Севастополь—Ялта, над селом Хмельницким, над Черной речкой, относится только к временам окончания Крымской войны. Ранее она именовалась по высоте над уровнем моря или по несохранившимся до наших дней топонимам. Действительно, топоним «гора Гасфорта» появился только после окончания войны. Военные историки и военачальники в мемуарах так стали называть безымянную гору над речкой Черной по имени полковника Всеволода Гасфорта. |